# 希腊正教会圣母领报主教座堂 (休斯敦)
29°44′27″N 95°23′33″W / 29.740842°N 95.3925179°W

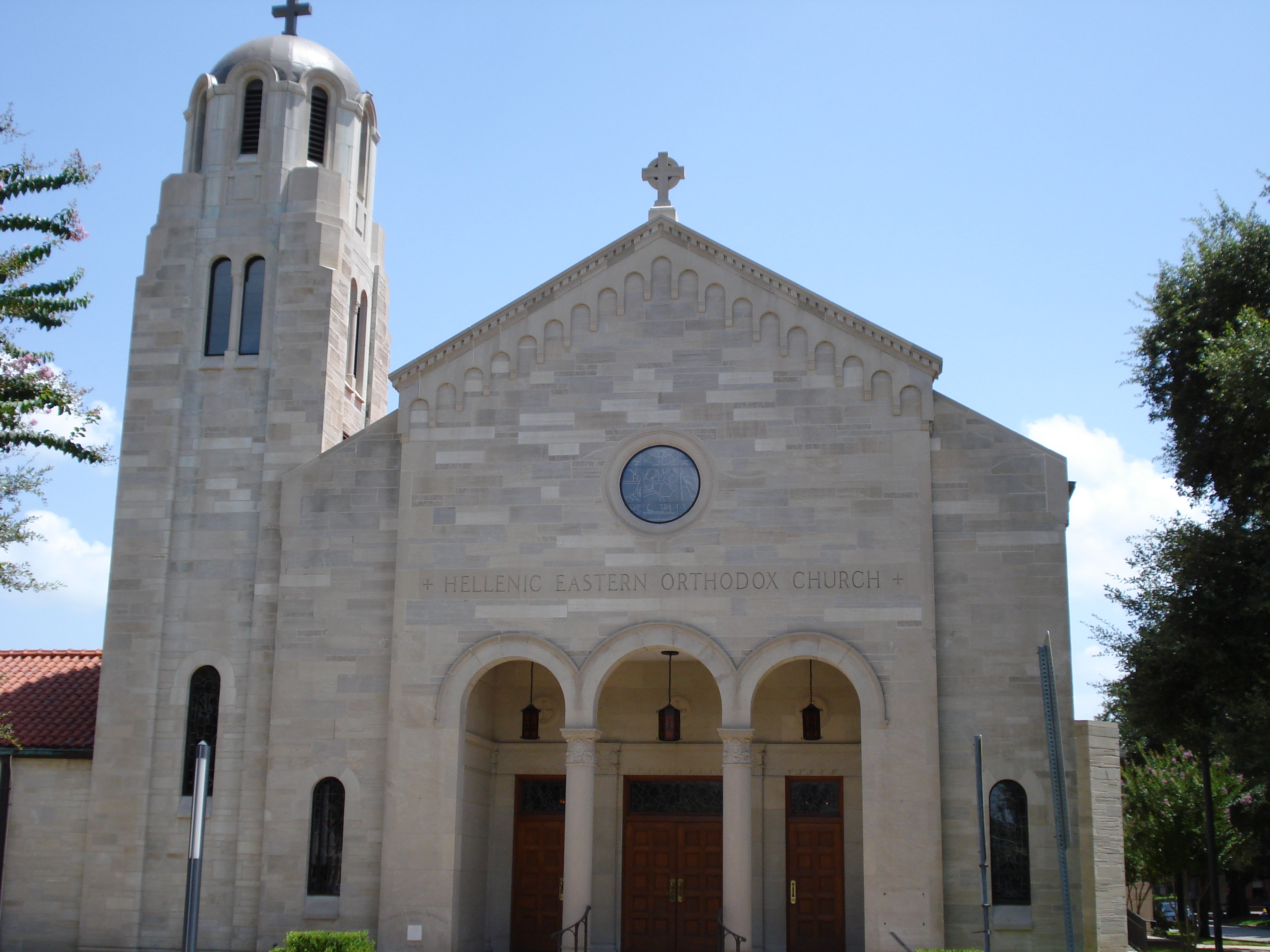

希腊正教会圣母领报主教座堂（Annunciation Greek Orthodox Cathedral）是美国德克萨斯州休斯敦最大的东正教堂区，由休斯敦的希腊社区建于1950-52年。为拜占庭复兴风格。从1967年到1974年，该堂曾是希腊正教会北美洲和南美洲总教区第八教区的主教驻地。

## 历史
休斯敦的第一个东正教教堂建于1917年，位于市中心沃克街。 1950年搬迁至Neartown地区Yoakum街的新教堂。教堂在1952年完成。
1960年，希腊正教会北美和南美总教区设立多个教区，其中第八教区驻地设于新奥尔良。1967年，第八教区的主教驻地迁到休斯敦，卡塔尼亚的Iakovos主教到达休斯敦，以圣母领报堂为其主教座堂。当时，该教区包括大平原和洛基山地区的大多数州，较大的堂区包括达拉斯，丹佛，堪萨斯城，新奥尔良，俄克拉何马城，奥马哈，盐湖城，圣安东尼奥，什里夫波特和塔尔萨。1974年，约翰主教把主教驻地迁往丹佛。但是休斯敦教堂仍被称为主教座堂。

## 现状
每个星期天早晨，该堂有两场礼拜，一场用英语，另一场用希腊语 和英语）。礼拜前有晨祷，礼拜后是团契咖啡时间，第一场礼拜后有主日学。
该堂主办各种各样的事工，设有合唱团、希腊正教青年会、信望乐小组（幼儿）、婚姻准备小组等等许多许多组织，并赞助美国童子军以及休斯敦地区和全国的慈善组织，帮助穷人，病人和处于困境的人。此外，来自该堂的义工为德克萨斯医疗中心的希腊语国际患者提供翻译、探访和食物的帮助。该堂开办一个语言文化学校，在每个工作日下午和晚上向所有年龄者提供希腊语言和文化教育。

## 休斯敦希腊节
休斯敦希腊节由圣母领报主教座堂的教友开始于1966年，称为“希腊之夜”。为期三天的节日在每年10月 的第一个周末举行（包括星期四），包括希腊美食，现场希腊音乐和希腊民间舞蹈，以及礼品店和主教座堂之旅。在这一年一度的民族节日期间挤满了人。得自于希腊节的收益，会捐赠给各种慈善组织。